# Джонсон, Томас (хоккеист)
То́мас Кри́стиан «Том» Джо́нсон (англ. Thomas Christian "Tom" Johnson, родился 18 февраля 1928 года в Болдёре, провинция Манитоба, Канада, скончался 21 ноября 2007 года в Фалмуте, США) — канадский профессиональный хоккеист и хоккейный тренер, многократный обладатель Кубка Стэнли, член Зала хоккейной славы НХЛ.

## Карьера
Уроженец небольшого посёлка в провинции Манитоба Том Джонсон первый свой матч в НХЛ сыграл в сезоне 1947-48, но из-за возникших с трансфером проблем игроком постоянного состава «Монреаль Канадиенс» стал только через 3 года, в сезоне 1950-51. Это было непростое время для «Монреаля»: команда переживала смену поколений, по крупицам собирая новую команду победителей. Немаловажной частью новой команды и стал молодой защитник Том Джонсон. Одновременно с Томом в 1947 году состав «Канадиенс» пополнил другой молодой защитник, Даг Харви. В 1950 году тренерский штаб «Хабс» объединил защитников в пару — и это тренерское решение на долгие годы оказалось определяющим для защитной линии «Канадиенс». Пара защитников Джонсон — Харви за 11 лет существования завоевала на двоих 8 Джеймс Норрис Трофи, а «Монреаль» при непосредственном участии своей ведущей пары защитников 6 раз выигрывал Кубок Стэнли. Не отличавшийся таким скоростным катанием, как его партнёр Даг Харви, ставший образцом защитника нового типа — защитника-созидателя, активно участвующего в атаках своей команды, но прекрасно владевший клюшкой и практически не допускавший ошибок при игре на своей половине поля Том Джонсон отвечал в паре за действия в обороне.
В 1961 году, после ухода Дага Харви в «Нью-Йорк Рейнджерс», звёздная пара защитников «Монреаля» распалась. Том Джонсон отыграл за «Монреаль» ещё 2 сезона; в одном из них его партнёром был ещё один будущий обладатель Норрис Трофи, тогда только проводивший свой первый сезон в НХЛ — Жак Лаперрьер. В 1963 году Том перешёл в «Бостон», за который отыграл ещё два сезона, прежде, чем повесить коньки на гвоздь.
В 1970 году Том Джонсон был введён в Зал хоккейной славы. Бывший хоккеист в это время делал первые шаги на тренерском поприще: руководство «Бостон Брюинз» назначило его главным тренером команды. Главным тренером Том Джонсон отработал 3 сезона; второй из них — сезон 1971-72 — принёс ему очередной трофей: «Брюинз» выиграли Кубок Стэнли, пятый в своей истории. В 1973 году Том Джонсон ушёл с тренерского мостика, став помощником генерального менеджера команды. Всего в «Бостоне» Том Джонсон проработал более 30 лет, до выхода на пенсию. 21 ноября 2007 года бывший игрок и тренер скончался от сердечного приступа в возрасте 79 лет.

## Достижения
- Как игрок:

Обладатель Кубка Стэнли (6): 1953, 1956—60
Обладатель Джеймс Норрис Трофи: 1959
Член Зала хоккейной славы с 1970 года
- Как тренер:

Обладатель Кубка Стэнли: 1972